# Yavaşlı, Yunak
Yavaşlı là một xã thuộc huyện Yunak, tỉnh Konya, Thổ Nhĩ Kỳ. Dân số thời điểm năm 2011 là 251 người.